# Frakas Productions
 (mai 2023).
Si vous disposez d'ouvrages ou d'articles de référence ou si vous connaissez des sites web de qualité traitant du thème abordé ici, merci de compléter l'article en donnant les références utiles à sa vérifiabilité et en les liant à la section « Notes et références ».
Frakas Productions est une société de production cinématographique belge francophone fondée en 2007 par Jean-Yves Roubin.
La société est surtout connue pour avoir coproduit les films de Julia Ducournau (Grave, Titane).

## Liste de films

### Fictions

#### Longs-métrages
- 2009 : Sans rancune ! d'Yves Hanchar
- 2009 : Félicia plus que tout de Răzvan Rădulescu et Melissa de Raaf
- 2011 : La Permission de minuit de Delphine Gleize
- 2012 : Bye Bye Blondie de Virginie Despentes
- 2012 : Hors les murs de David Lambert
- 2013 : Né quelque part de Mohamed Hamidi
- 2014 : Post Partum de Delphine Noels
- 2014 : Moroccan Gigolos d'Ismaël Saidi
- 2014 : Je suis à toi de David Lambert
- 2016 : Diamant noir d'Arthur Harari
- 2016 : Réparer les vivants de Katell Quillévéré
- 2016 : Souvenir de Bavo Defurne
- 2016 : Le Secret de la chambre noire de Kiyoshi Kurosawa
- 2016 : Grave de Julia Ducournau
- 2017 : Le Fidèle de Michael Roskam
- 2017 : Muse de Jaume Balaguero
- 2018 : Madame Hyde de Serge Bozon
- 2018 : Les Soldats d'Ivana Mladenovic
- 2018 : Troisièmes Noces de David Lambert
- 2018 : Vierges de Keren Ben Rafael
- 2018 : Girl de Lukas Dhont
- 2018 : Seule à mon mariage de Marta Bergman
- 2019 : Atlantique de Mati Diop
- 2019 : Vivarium de Lorcan Finnegan
- 2019 : La Fille au Bracelet de Stéphane Demoustier
- 2019 : Sea Fever de Neasa Hardiman
- 2020 : A Good Woman d'Abner Pastoll
- 2020 : Exil de Visar Morina
- 2020 : Les Blagues de Toto de Pascal Bourdiaux
- 2021 : Titane de Julia Ducournau
- 2021 : Onoda, 10 000 nuits dans la jungle d'Arthur Harari
- 2021 : Le Calendrier de Patrick Ridremont
- 2021 : De nos frères blessés de Hélier Cisterne
- 2021 : Madeleine Collins d'Antoine Barraud
- 2021 : Earwig de Lucile Hadzihalilovic
- 2021 : Inexorable de Fabrice Du Welz
- 2022 : La Ruche de Christophe Hermans
- 2022 : Sans soleil de Banu Akseki
- 2022 : Dune Dreams de Samuel Doux
- 2022 : Entre la vie et la mort de Giordano Gederlini
- 2022 : Mastemah de Didier D. Daarwin
- 2022 : Don Juan de Serge Bozon
- 2022 : Retour à Séoul de Davy Chou
- 2022 : C'est mon homme de Guillaume Bureau
- 2022 : Les damnés ne pleurent pas de Fyzal Boulifa
- 2022 : Vous n'aurez pas ma haine de Kilian Riedhof
- 2023 : Peacock de Lutz Heineking
- 2023 : Le Temps d'aimer de Katell Quillévéré
- 2023 : Les Blagues de Toto 2 : Classe verte de Pascal Bourdiaux
- 2023 : La Plus Belle pour Aller Danser de Victoria Bedos
- 2023 : When Will It Be Again Like It Never Was Before de Sonja Heiss
- 2023 : La Bête dans la jungle de Patric Chiha
- 2023 : Vincent doit mourir de Stéphane Castang
- 2024 : Les Pas Perdus de Roda Fawaz et Thibaut Wohlfahrt
- 2024 : Pas de vagues de Teddy Lussi-Modeste
- 2024 : Saint-Ex de Pablo Agüero
- 2024 : Une vie rêvée de Morgan Simon
- 2024 : Animale d'Emma Benestan
- 2024 : Mon inséparable d'Anne-Sophie Bailly
- 2025 : Le Dossier Maldoror de Fabrice Du Welz
- 2025 : Le Clan des bêtes (Bring Them Down) de Christopher Andrews
- 2025 : Reine mère de Manele Labidi

#### Courts-métrages
- 2007 : Songes d'une femme de ménage de Banu Akseki
- 2008 : En compagnie de la poussière de Jacques Molitor
- 2009 : Désanimée d'Anne Leclercq
- 2009 : Bonobo de Jacques Molitor
- 2009 : Vivre encore un peu de David Lambert
- 2009 : L'Arbre à Clous de Fabrice Couchard
- 2010 : Dissonance d'Anne Leclercq
- 2010 : Thermes de Banu Akseki
- 2010 : Martha de Raphaël Dethier
- 2011 : La Version du Loup d'Ann Sirot et Raphaël Balboni
- 2012 : Fable domestique d'Ann Sirot et Raphaël Balboni
- 2013 : L'Inconnu d'Anne Leclercq
- 2014 : La Traversée de Thibaut Wohlfahrt
- 2014 : Affaires courantes d'Ann Sirot et Raphaël Balboni
- 2014 : Lucha Libre d'Ann Sirot et Raphaël Balboni
- 2015 : Zoufs de Tom Boccara, Noé Reutenauer et d'Émilien Vekemans
- 2019 : Bruxelles-Beyrouth de Thibaut Wohlfahrt
- 2020 : Ligie d'Aline Magrez

### Documentaires
- 2010 : Ghetto Millionaires de Gilles Remiche
- 2010 : Rock'n Roll Missionaire d'Olivier Grinnaert
- 2011 : Corps étranger de Christophe Hermans
- 2013 : Les Perruques de Christel de Christophe Hermans
- 2014 : The Chance de Gilles Remiche
- 2015 : Éclaireurs de Christophe Hermans
- 2017 : Where is Rocky II de Pierre Bismuth
- 2019 : Victor de Christophe Hermans
- 2021 : En attendant la deuxième vague de Christophe Hermans
- 2022 : Des corps et des batailles de Christophe Hermans
- 2024 : La Passion selon Béatrice de Fabrice Du Welz